# サイフ・ビン・スルターン
サイフ・ビン・スルターン (アラビア語: سيف بن سلطان、？ - 1711年) は、オマーンのイバード派のヤアーリバ朝第4代イマーム（在位: 1692年 - 1711年）。強力な海軍を組織して東アフリカのポルトガル勢力に勝利し、この地域にオマーン帝国の確固たる勢力を築き上げた。

## 前半生
サイフ・ビン・スルターンは、第2代イマームのスルターン・ビン・サイフの子である。父が死去すると兄のビルアラブ・ビン・スルターンが跡を継いだが、サイフは彼から離反して独自の軍勢を組織し、ジャブリーンでビルアラブを包囲した。1692/3年にビルアラブが死去し、サイフ・ビン・スルターンがイマームとなった。

## イマームとして

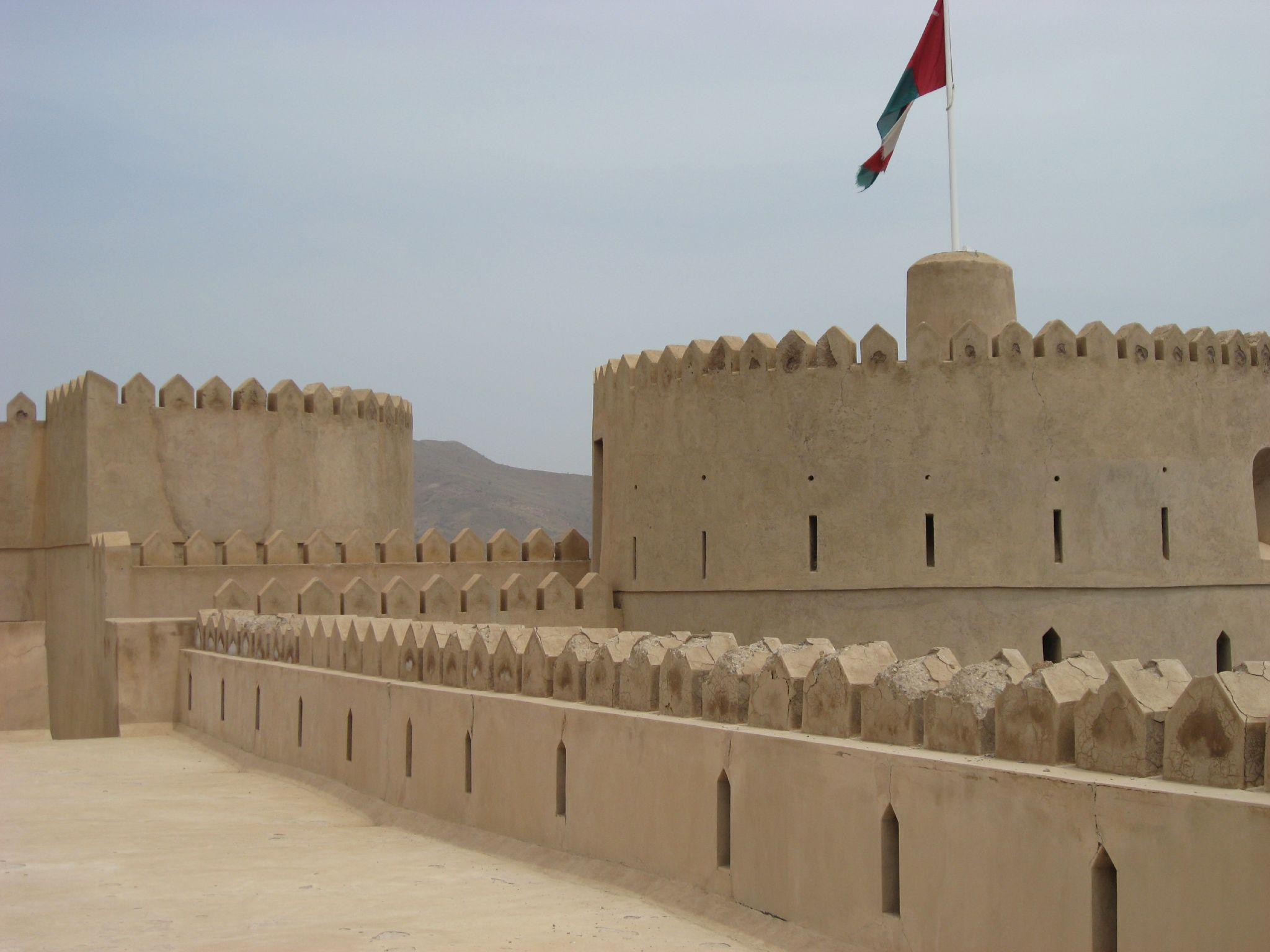
ルスタク城

サイフ・ビン・スルターンは、内陸部に多数のアフラジを建設して農業を育成する一方で、バーティナ地方にナツメヤシを植樹して、アラブ人の内陸部から沿岸部への移住を促した。また学校の建設も行った。サイフはルスタク城を自身の宮殿とし、風の塔としてBurj al Riahを増設した。
サイフ・ビン・スルターンは、以前から続いていた東アフリカ沿岸におけるポルトガルとの抗争を継続した。1696年、彼の軍勢はモンバサを攻撃し、2500人の守備隊と難民が籠るジェズス要塞を包囲した。このジェズス要塞包囲戦は33か月間も続き、飢餓と天然痘で数を減らし続けた守備隊の内、最後の降伏の時に生き残っていたのはわずか13人だった。間もなく、オマーン帝国はペンバ島やキルワ島、ザンジバル島も征服した。今やオマーン帝国は東アフリカ沿岸における覇者となっていた。
オマーン帝国は、勢力拡大の一環として、ザンジバルへ大規模な入植を行った。サイフ・ビン・スルターンは、征服した諸都市国家にアラブ人総督を任命してからオマーンに帰国していた。後にこれらの総督はモンバサ総督ウスマーン・アル＝マズルイの影響下に置かれるようになり、彼の子孫のマズルイ家は名目的にしかオマーンの宗主権を認めなくなる。またサイフ・ビン・スルターンは、インド人、ペルシア人、ヨーロッパ人の貿易船に対する海賊行為を奨励した。

## 死と後世への影響
1711年10月4日、サイフ・ビン・スルターンは死去し、ルスタク城の立派な墓に葬られた。ただこの墓は、後にワッハーブ派により破壊された。サイフ・ビン・スルターンが亡くなったとき、彼は28隻の船、700人の男奴隷、オマーンにあるナツメヤシの3分の1という膨大な財産を築いていた。彼の後は、息子のスルターン・ビン・サイフ2世が継いだ。サイフ・ビン・スルターンは、オマーンの人々に多大な利益をもたらしたことから、「大地の絆」という通称で呼ばれるようになった。19世紀にオマーンなどで活躍したイギリスの外交官サミュエル・バレット・マイルズは、次のように述べている。
イマーム・サイフ・ビン・スルターンは、ヤアーリバ朝で最も偉大な君主であり、オマーンがこれほどに名声を得て、強力になり繁栄したことは、後にも先にもない。野望と名誉への執着、そして富への渇望が、彼の支配にかける熱情の源泉であり、この3つを追求するがゆえに、彼の有能さと精力ぶりは、無節操ながら揺らぐことのないものとなった。......彼の治世の間の国内問題や内乱は、地元の歴史家たちからも僅かしか知ることができない。それゆえ我らは、イマームが部族的な熱気や嫉妬、衝突からくる不安材料や野心的な精神を、海賊や遠征のために使い、オマーン貿易の卓越した拡大や発展のために遠方へ商業活動に出したりすることでうまくそらす技術や戦略を有していたのだと推測するほかない。